# Blek fackellilja
Blek fackellilja  (Kniphofia gracilis) är en art familjen afodillväxter från Sydafrika. Blek fackellilja odlas ibland som krukväxt i Sverige. 

## Synonymer
- Kniphofia modesta var. lutescens A.Berger
- Kniphofia modesta var. woodii (W.Watson) A.Berger
- Kniphofia sparsa N.E.Br.
- Kniphofia woodii W.Watson
- Kniphofia wyliei N.E.Br.